# Bruno Dumont
Bruno Dumont (Bailleul, 14 de março de 1958) é um cineasta e roteirista francês.